# 寄進地系荘園
寄進地系荘園（きしんちけいしょうえん）とは、11世紀後半以後に寄進行為によって成立した荘園のこと。墾田によって成立した初期荘園（墾田地系荘園）と対比される。なお、近年ではこの呼称を否定して寄進型荘園（きしんがたしょうえん）と呼ぶべきとする考え方もある。
また院政期以後、権門の荘園（不輸不入の領域を持つ）の設立時に、在地領主の持つ免田を権門へ寄進することを核として設立されることも多く、領域型荘園（りょういきがたしょうえん）と呼ぶべきとする考え方もある。

## 概要
班田収授制とそれに支えられた公地公民制は10世紀には解体が進み、11世紀後期には田地をはじめとする多くの耕地の耕作権が地方の有力農民（富豪層）により私有化された（私領化）。私領になった土地は世襲や処分の自由が認められる一方で、租税に関しては従来通りに国衙への賦課対象の規定だった。そこで私領に対する賦課を実施する国司（受領）側と、賦課の減免を欲する私領の所有者との間で対立が生じた。
このため、有力農民は伝手を求めて有力貴族や寺社に接近し、自己の私領を彼らへ寄進し、私領の保護と引換にこれまで国司に納めていた官物・雑役を年貢・公事の名目で被寄進者に納めることで国司の管理を逃れようとした。これが寄進地系荘園の始まりである。
これらは結果的には国家による租税収取権限の割譲をもたらし、更には領域的な広がりを持って寄作者以外の領域内の住民に対する支配にも及び最終的には不入の権を口実とした行政権限の一部割譲にまで至った。古くはこうした荘園は摂関政治期から存在すると考えられていたが、近年では当該期の荘園の形態が寄進地系荘園が持つ代表的な特徴である「田地に対する不輸」「寄作者に対する雑役免」など国家による租税収取権限の割譲までには至らない初期荘園の延長として捉えられるようになり、もっぱら、院政期以後の荘園に対してこの概念が用いられるようになっている。
被寄進者となった貴族や寺社は「領家」と称せられた。ただし、寄進の有効性を判断するのは国司の役割とされていたため、領家の政治力と国司の政治力の力関係によっては租税の免除が認められない場合があった。そこで領家は院宮や摂家などより上位の権門勢家に更に寄進を行うことで国司に対抗しようとした。一方、権門勢家側も封戸・位田・職封などの律令制に基づく俸禄システムの解体によって荘園獲得にその収入を求めざるを得なくなり、荘園整理令における現状追認の姿勢も相まってこうした寄進を受け入れるようになっていった。このような上位の被寄進者を本所または本家と称した（本所は法的な所有権と荘務権が認められている者、本家はそれを満たさない者を指す）。こうして荘園の構造は有力農民から転じて下司・公文などの荘官の地位に就いた在地領主と領家・本所からなる重層的なものになり、職の体系が確立されるようになった。また、国司に承認された荘園でも中央の荘園整理令の対象になるのを避けるために中央の官司（太政官・民部省）の承認を得ることが行われた（官省符荘）。
古く（中田薫以後）は在地領主が現地における荘務権を確保して領家や本家は一定の得分を確保するのみの存在と考えられていたが、戦後の永原慶二の研究によって在地領主の権力や得分は強力ではなく、荘務権や得分も本家に集中して本所化する例が多かったことが知られるようになった。また、近年では「寄進地系荘園」という呼称に対して批判も多く、それに代わる呼び方が用いられる場合も出てきている。例えば、初期荘園や墾田地系荘園にも寄進地を伴う荘園が存在するがその内容は院政期以後の荘園と明らかに異なること、在地領主による寄進が必ずしも土地の所有権ではなくその周辺の受益権などの寄進が行われる場合もあることなどから、「寄進型荘園」と呼ばれる場合がある。
また、院政期以後の荘園は四至牓示とその後の公験作成によって領域が明確化されるという点でそれ以前の荘園とは異なっていることから、「領域型荘園」と呼ばれる場合もある。